# Episodi di Brothers & Sisters - Segreti di famiglia (seconda stagione)
La seconda stagione di Brothers & Sisters - Segreti di famiglia è stata trasmessa negli Stati Uniti d'America sul canale ABC dal 30 settembre 2007 all'11 maggio 2008. In Italia è invece trasmessa dal 5 dicembre 2007 al 13 febbraio 2008 per i primi 10 episodi e per i restanti 6 dal 24 giugno al 22 luglio dello stesso anno su Fox Life. In chiaro è stata trasmessa dal 31 marzo al 16 giugno 2009 su Rai 4.
| nº | Titolo originale          | Titolo italiano          | Prima TV USA      | Prima TV Italia  |
| -- | ------------------------- | ------------------------ | ----------------- | ---------------- |
| 1  | Home Front                | Notizie dal fronte       | 30 settembre 2007 | 5 dicembre 2007  |
| 2  | An American Family        | Una famiglia americana   | 7 ottobre 2007    | 12 dicembre 2007 |
| 3  | History Repeating         | La storia si ripete      | 14 ottobre 2007   | 19 dicembre 2007 |
| 4  | States Of Union           | Le fasi dell'unione      | 21 ottobre 2007   | 26 dicembre 2007 |
| 5  | Domestic Issues           | Questioni importanti     | 28 ottobre 2007   | 2 gennaio 2008   |
| 6  | Two Places                | In due posti             | 4 novembre 2007   | 9 gennaio 2008   |
| 7  | 36 Hours                  | 36 ore                   | 11 novembre 2007  | 16 gennaio 2008  |
| 8  | Something New             | Qualcosa di nuovo        | 25 novembre 2007  | 23 gennaio 2008  |
| 9  | Holy Matrimony            | Il matrimonio            | 2 dicembre 2007   | 30 gennaio 2008  |
| 10 | The Feast Of The Epiphany | Il peso della verità     | 13 gennaio 2008   | 6 febbraio 2008  |
| 11 | The Missionary Imposition | Missione famiglia        | 10 febbraio 2008  | 24 giugno 2008   |
| 12 | Compromises               | Compromessi              | 17 febbraio 2008  | 24 giugno 2008   |
| 13 | Separation Anxiety        | Ansia da separazione     | 20 aprile 2008    | 1º luglio 2008   |
| 14 | Double Negative           | Doppio negativo          | 27 aprile 2008    | 8 luglio 2008    |
| 15 | Moral Hazard              | Azzardo immorale         | 4 maggio 2008     | 15 luglio 2008   |
| 16 | Prior Commitments         | Una rivelazione inattesa | 11 maggio 2008    | 22 luglio 2008   |

## Notizie dal fronte
- Titolo originale: Home Front
- Diretto da: Ken Olin
- Scritto da: Monica Owusu-Breen e Alison Schapker

### Trama
Un anno dopo la morte del padre Kitty si ritrova a festeggiare il suo compleanno mentre Justin è in Iraq. Sarah lotta per salvare il suo matrimonio; Kevin apprende cosa vuol dire sacrificarsi per amore, mentre Tommy supporta sua moglie, Julia, dopo la morte del loro figlio William. Saul riceve un'inaspettata visita da un vecchio amico, mentre Rebecca cerca di trovare un modo per fare parte della famiglia.

## Una famiglia americana
- Titolo originale: An American Family
- Diretto da: Gloria Muzio
- Scritto da: David Marshall Grant e Molly Newman

### Trama
Dopo un incidente in Iraq, Justin torna a casa. Il dottore avverte Nora e Kitty, che dopo questa esperienza, Justin non sarà più lo stesso. Kitty e Robert assistono al funerale di un soldato sconosciuto mentre a casa si preparano per il ritorno di Justin.

## La storia si ripete
- Titolo originale: History Repeating
- Diretto da: Matt Shakman
- Scritto da: Jon Robin Baitz e Jennifer Cecil

### Trama
Sotto consiglio della madre, Justin inizia a prendere gli antidolorifici. Sarah inizia le pratiche per il suo divorzio. I genitori di Julia arrivano per una visita, ma dopo una partita a golf con il suocero, Tommy scoprirà il vero scopo della loro visita.

## Le fasi dell'unione
- Titolo originale: States Of Union
- Diretto da: Michael Schultz
- Scritto da: Sherri Cooper-Landsman e Liz Tigelaar

### Trama
Kitty e Sarah decidono di trasformare un week-end di lavoro in una mini vacanza in un lussuoso centro benessere. Nora, naturalmente, rovinerà i loro piani auto-invitandosi all'ultimo momento. Nel frattempo, Scotty vede Saul a un evento gay e lo racconta a Kevin, che farà pressione allo zio perché gli riveli il vero orientamento sessuale. Intanto Tommy inizia a guardare con occhi diversi una giovane impiegata della sua azienda, Lena. Rebecca si preoccupa che il recupero veloce di Justin sia il risultato di una overdose di farmaci.

## Questioni importanti
- Titolo originale: Domestic Issues
- Diretto da: Ken Olin
- Scritto da: Peter Calloway e Cliff Olin

### Trama
Kevin rappresenta Sarah nella battaglia per la custodia con Joe, che sta richiedendo l'affidamento di Paige e Cooper. Kitty scopre di essere incinta, ma Robert non reagisce nel modo in cui lei vorrebbe. La relazione di Tommy con Lena va avanti, mentre Justin ha ancora un'overdose di farmaci antidolorifici. Joe ottiene l'affidamento dei figli, niente meno che il giorno di Halloween.

## In due posti
- Titolo originale: Two Places
- Diretto da: Gloria Muzio
- Scritto da: Monica Owusu-Breen e Alison Schapker

### Trama
Kitty si rivolge a un esperto, Isaac Marshall, per aiutare Robert nella sua corsa alle Primarie, non sapendo che i due avevano avuto disaccordi in passato. Nel frattempo, Nora prepara un matrimonio di emergenza a casa, che viene annullato dopo che Kitty subisce un aborto spontaneo. Nel frattempo, Paige tenta di impietosire Joe affinché cambi la disposizione di custodia: insieme, Joe e Sarah si metteranno d'accordo per l'affidamento congiunto. Kevin scopre che Scotty non ha un posto in cui stare e lo invita a fermarsi da lui. Rebecca capisce che Justin si fa di nuovo e torna da Holly.

## 36 ore
- Titolo originale: 36 Hours
- Diretto da: David Paymer
- Scritto da: Molly Newman e David Marshall Grant

### Trama
Su consiglio di Holly, Rebecca racconta alla famiglia che Justin sta facendo nuovamente uso di droghe e tutti decidono di intervenire. Saul continua la lotta con Kevin sulla sua sessualità, ma alla fine confessa a Nora che una volta era innamorato di un uomo. Kevin affronta Tommy sulla sua relazione con Lena. Nel frattempo, Robert trascorre una giornata con la figlia.

## Qualcosa di nuovo
- Titolo originale: Something New
- Diretto da: Michael Morris
- Scritto da: Jennifer Cecil e Sherri Cooper-Landsman

### Trama
Kitty, Sarah e Rebecca escono in cerca degli abiti da damigelle d'onore. Kitty trova l'abito da sposa perfetto per lei, ma aveva già promesso a Nora che avrebbe indossato il suo vecchio abito. Nel frattempo, Kevin va a letto con Scotty e decide di rompere con Jason per dare al suo rapporto con Scotty un'altra possibilità. Julia torna con Elizabeth e Tommy si sente in colpa per la sua relazione con Lena, che, nel frattempo, inizia a frequentare Justin. Sarah va a cena con un affascinante consulente aziendale. Nora si mette in contatto con il suo vecchio fidanzato ed escono insieme. Quando Kitty si sente trascurata, Robert organizza per loro un ballo privato.

## Il matrimonio
- Titolo originale: Holy Matrimony
- Diretto da:  Robert Lieberman
- Scritto da: Mark B. Perry, Monica Owusu-Breen e Alison Schapker

### Trama
Il giorno del matrimonio di Kitty e Robert, uno scandalo politico molto dannoso per la carriera di quest'ultimo rischia di essere scoperto; Kitty riceve una telefonata da Isaac, che promette di occuparsene. Al matrimonio, Justin si presenta con Lena, con grande sorpresa di Tommy. Rebecca racconta a Justin la vicenda tra Tommy e Lena. Tutta la famiglia McCallister disdegna Kevin per la sua rottura con Jason, mentre Scotty è offeso perché Kevin non dice a nessuno che i due sono di nuovo una coppia. Isaac e Nora attaccano bottone.  Holly riceve la visita di un vecchio amico.

## Il peso della verità
- Titolo originale: The Feast Of The Epiphany
- Diretto da: Laura Innes
- Scritto da: David Marshall Grant e Jason Wilborn

### Trama
Nora invita Isaac a cena con tutta la famiglia, perché era terrorizzata di avere un vero appuntamento con lui. Alla cena, la verità della vicenda di Tommy viene alla luce, ma è oscurata dalla confessione scioccante di Julia. Isaac e Kitty fanno tutto il possibile per salvare la campagna di Robert. Kevin riceve una mail da Jason, dice che tornerà in città presto e ha paura di dirlo Scotty. Sarah e Graham iniziano a flirtare più intensamente. Justin sta cercando di nascondere la sua relazione in corso con Lena. David viene a cena con Rebecca e Holly, che inizia a sollevare alcune domande sul loro passato.

## Missione famiglia
- Titolo originale: The Missionary Imposition
- Diretto da: Michael Morris
- Scritto da: Daniel Silk e Brian Studler

### Trama
Quando Jason, di ritorno dalla Malesia, fa visita a Kevin, Scotty si presenta intenzionalmente e peggiora le cose. Tommy e Julia lavorano sodo sul loro matrimonio, ma non risolvono nulla. Lena lascia il suo lavoro e rompe con Justin. Sarah e Graham hanno un incontro di lavoro molto lucrativo con un investitore ricco. Nora e Isaac escono insieme.

## Compromessi
- Titolo originale: Compromises
- Diretto da: David Paymer
- Scritto da: Cliff Olin e Peter Calloway

### Trama
Quando Sarah ottiene i documenti per il divorzio (ma è riluttante a firmarli) e gli amici di Scotty accusano Kevin di essere troppo ingessato, i due fratelli vanno in un locale gay e cercano di divertirsi un po'. Nel frattempo, Robert e Jason arrivano alle mani quando quest'ultimo scopre che fu Isaac a rivelare pubblicamente la sua omosessualità. Kitty è influenzata e trascorre del tempo con i figli di Robert. Rebecca si interessa alla fotografia e chiede consigli a David.

## Ansia da separazione
- Titolo originale: Separation Anxiety
- Diretto da: Gloria Muzio
- Scritto da: David Marshall Grant & Molly Newman

### Trama
Quando Isaac chiede a Nora di andare con lui a Washington e lei accetta, i fratelli fanno del loro meglio per trattenerla. Sarah dice a Saul di rifiutare un'offerta di business per via del suo rapporto personale con Graham. Dopo la sconfitta elettorale, Robert e Kitty cercano più che mai di creare una famiglia. Rebecca prende un test del DNA per scoprire l'identità del padre.

## Doppio negativo
- Titolo originale: Double negative
- Diretto da: Michael Schultz
- Scritto da: Josh Reims e Liz Tigelaar

### Trama
Nel mezzo dei preparativi per un evento di beneficenza, Rebecca rivela che David è il suo vero padre e decide di confrontarsi con lui (decidendo, però, di non raccontarlo né a Holly né agli Walker). David decide di andarsene, spezzando il cuore di Holly. Ignorando il consiglio di Sarah di rifiutare l'affare di Graham, Saul mette il futuro della società in pericolo. Nel tentativo di aiutare Scotty finanziariamente, Kevin si spinge un po' troppo oltre. Robert riceve un'offerta per l'incarico di vice presidente, ma rifiuta. Nora fa progetti per il futuro.

## Azzardo immorale
- Titolo originale: Moral Hazard
- Diretto da: Michael Morris
- Scritto da: Sherri Cooper-Landsman e Jason Wilborn

### Trama
Sarah decide di assumersi la piena responsabilità per quello che è successo alla Ojai Foods. Nora la spinge ad accettare un accordo con la Walker Landing. Holly elabora una proposta molto vantaggiosa per lei, presentandola come unica opzione per la società. Justin ammette di aver provato dei sentimenti per Rebecca per un breve periodo e, finalmente, la ragazza rivela la verità su suo padre. Holly e Rebecca hanno una ricaduta finale. Saul dichiara finalmente a Kevin di essere gay. Kevin e Scotty prenderanno una decisione che influenzerà il resto della loro vita.

## Una rivelazione inattesa
- Titolo originale: Prior Commitments
- Diretto da: Ken Olin
- Scritto da: Greg Berlanti, Monica Owusu-Breen e Alison Schapker

### Trama
Mentre si prepara per il matrimonio, Kevin scopre che i genitori di Scotty non saranno presenti, così parte con Tommy e Justin per cercare di convincerli a cambiare idea. Tutta la famiglia viene a sapere che Rebecca non è una Walker, ma decidono comunque di includerla. Saul fa coming out accidentalmente davanti a tutta la famiglia. Sarah è ossessionata dal fatto che il padre abbia nascosto alla famiglia l'esistenza di un altro bambino, e i ricordi repressi di Kevin vengono alla luce. Kitty e Robert decidono di adottare un bambino. Justin e Rebecca stanno cercando di far fronte al fatto che hanno sentimenti reciproci. Kevin e Scotty si impegnano a passare il resto della loro vita insieme.